# Мие
Мие (на японски: 三重県, по английската Система на Хепбърн Mie-ken, Мие-кен) е една от 47-те префектури на Япония, разположена е в южноцентралната част на страната на най-големия японски остров Хоншу. Мие е с население от 1 863 815 жители (23-та по население към 1 януари 2003 г.) и има обща площ от 5776,44 км² (25-а по площ). Град Цу е административният център на префектурата. В Мие са разположени 14 града.